# Iglesia de San Francisco (Santander)
La iglesia de San Francisco es un templo católico, apostólico y romano, eclecticista (principalmente, neo-herreriana), ubicado en la ciudad cántabra de Santander; se alza en el n.º 9 de la calle de los Escalantes. Es obra del arquitecto santanderino Javier González Riancho, uno de los arquitectos más prestigiosos de Cantabria, que la proyectó a mediados del siglo XX tras vencer en el concurso de proyectos de 1940, siendo inaugurada en 1953. Pertenece al obispado de Santander, y está incluida en las listas del patrimonio artístico-religioso de Cantabria.
La iglesia se eleva en el casco histórico de la ciudad, junto al mercado de la Esperanza y muy cerca del ayuntamiento, en un solar ocupado desde el siglo XIII por un convento de franciscanos de gran importancia histórica, que llegó a rivalizar con la abadía de los Cuerpos Santos en el siglo XV, derribado en 1896 para construir los citados edificios del mercado y el ayuntamiento. Del complejo quedó una iglesia construida en el siglo XVII, antigua parroquia de San Francisco de Asís, derribada en 1936 para finalizar el edificio del ayuntamiento (hasta entonces sólo se encontraba construida la mitad oeste) y edificar la nueva iglesia en su localización actual.

## Estilo y descripción
El edificio debe entenderse dentro de la arquitectura de corte franquista, que vuelve a los lenguajes históricos. En este caso Riaño mira hacia el arte de la época colonial en Filipinas, y especialmente varias obras de Juan de Herrera: El Escorial, la catedral de Valladolid y otros templos cercanos, además de la iglesia de San Francisco de Santiago de Compostela. Otra influencia es la iglesia de Los Corrales de Buelna, del arquitecto Leonardo Rucabado. Todo esto creó un eclecticismo de austeridad clásica y elementos montañeses.
Un pórtico clásico se destaca, sobresaliendo de la fachada principal, con una balaustrada sobre el entablamento y un frontón triangular rematando el cuerpo superior. En el frontón aparecen unos pináculos, que junto a las bolas, típicas de Herrera, y a las cornisas resaltadas, son la única decoración exterior. La iglesia posee una potente torre prismática con un campanario octogonal abovedado, en referencia a la catedral de Valladolid.
El interior es clasicista, siendo la planta basilical y rematándose con cúpula el crucero. La cabeza, recta, se adorna con un retablo neobarroco, obra del burgalés Valeriano Martínez. En las capillas laterales hay altares secundarios y otros altares neobarrocos, cuyas escenas y figuras son de imaginería moderna. Entre ellas destacan algunas imágenes: el Descendimiento, de Víctor de los Ríos, el Cristo yaciente, de Coullaut Vega, el Cristo del Amor y la Virgen de los Dolores, de Daniel Alegre y la Virgen de la Esperanza de Manuel Cacicedo.
Hay un pequeño órgano en lo alto del coro, construido en 1962 por la empresa fábrica de órganos Nuestra Sra. de Montserrat. Consta de 16 juegos en 2 teclados de 56 notas y un pedalero de 30. Es un típico órgano neoclásico que mezcla sonidos barrocos y románticos.
Debajo del templo existe una cripta o capilla penitencial que contiene un relieve policromado de la Piedad, realizado por Manuel Cacicedo.

## Galería de imágenes

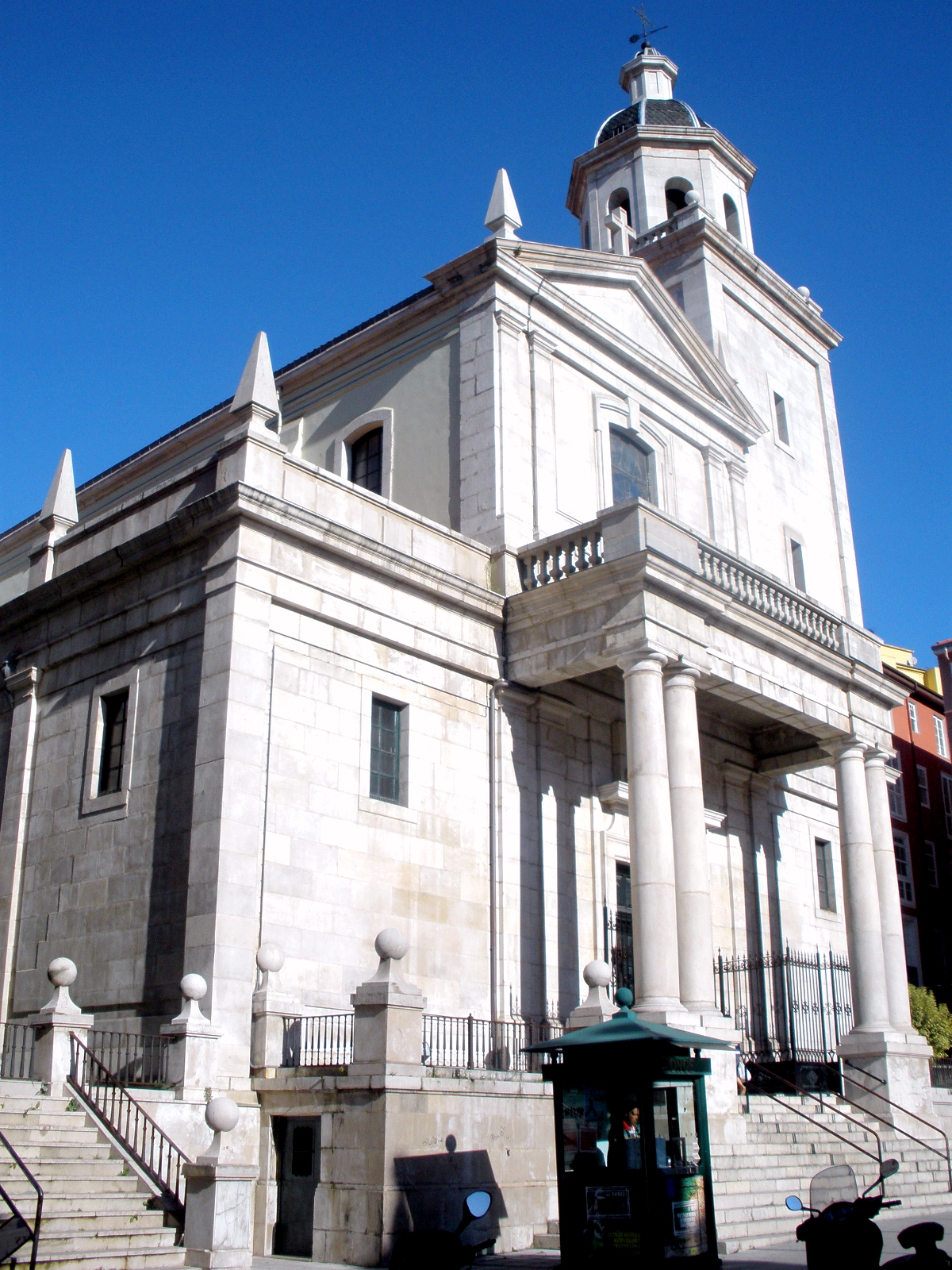
Vista frontal
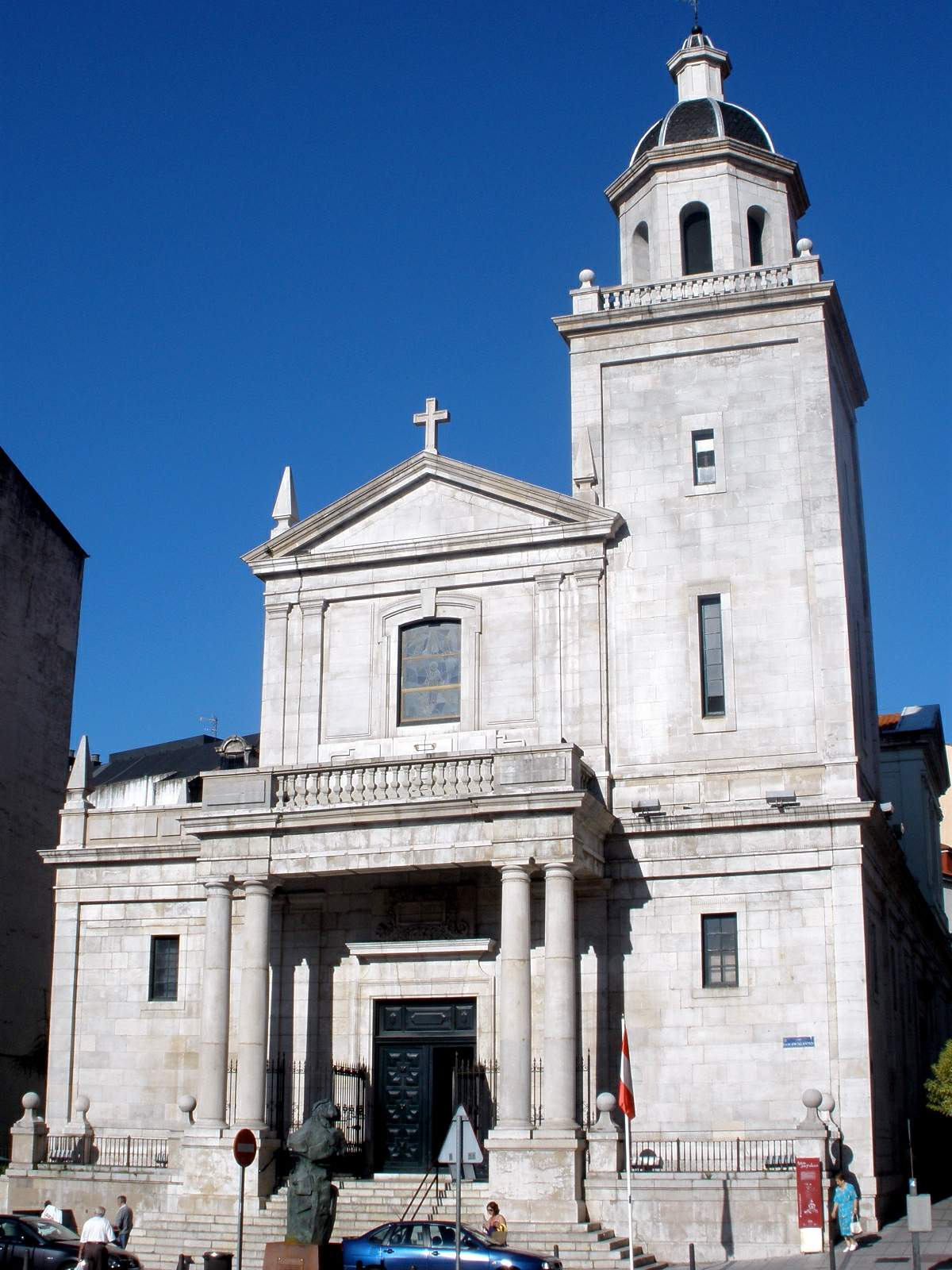
Otra vista frontal
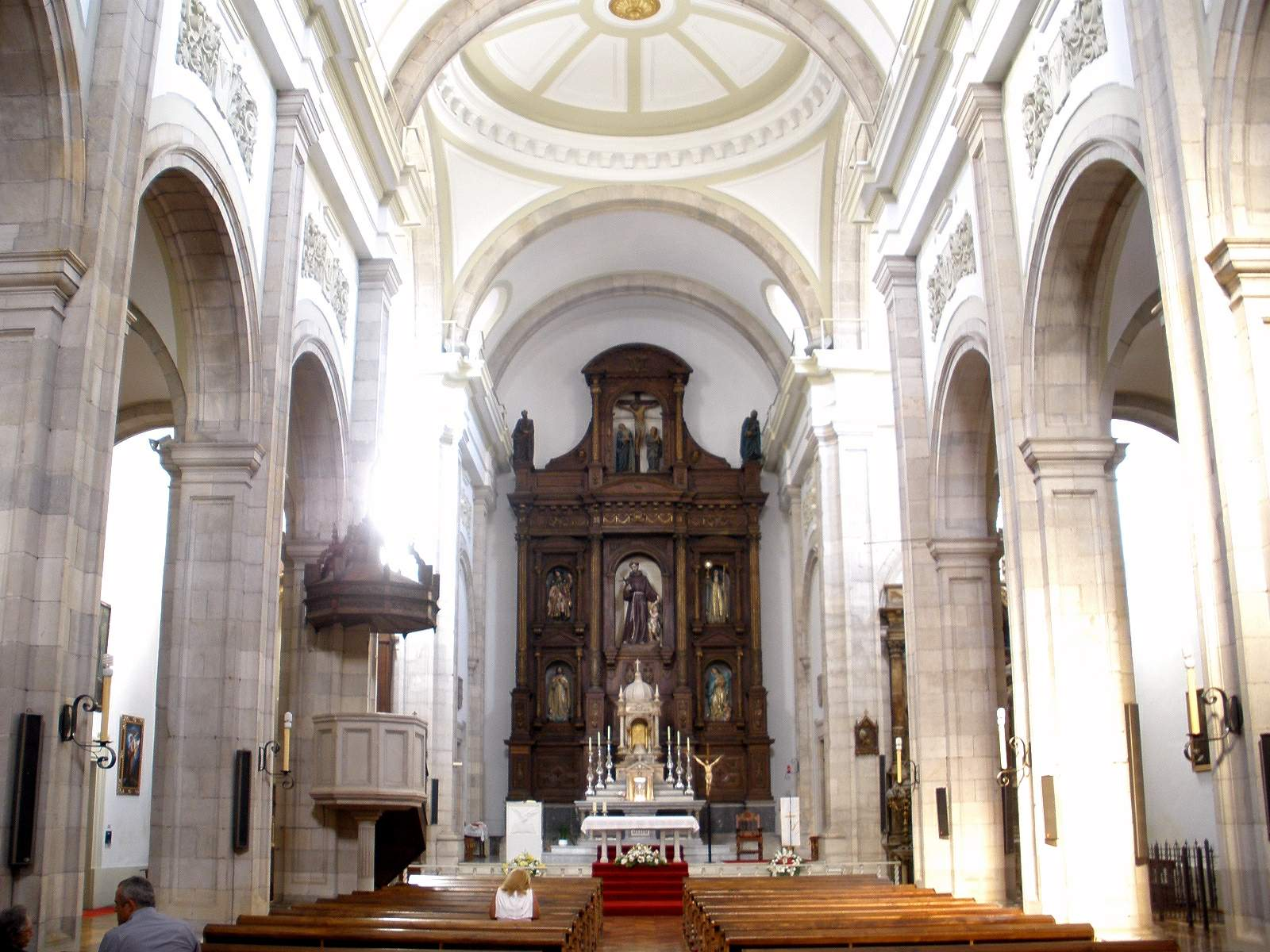
Vista del interior
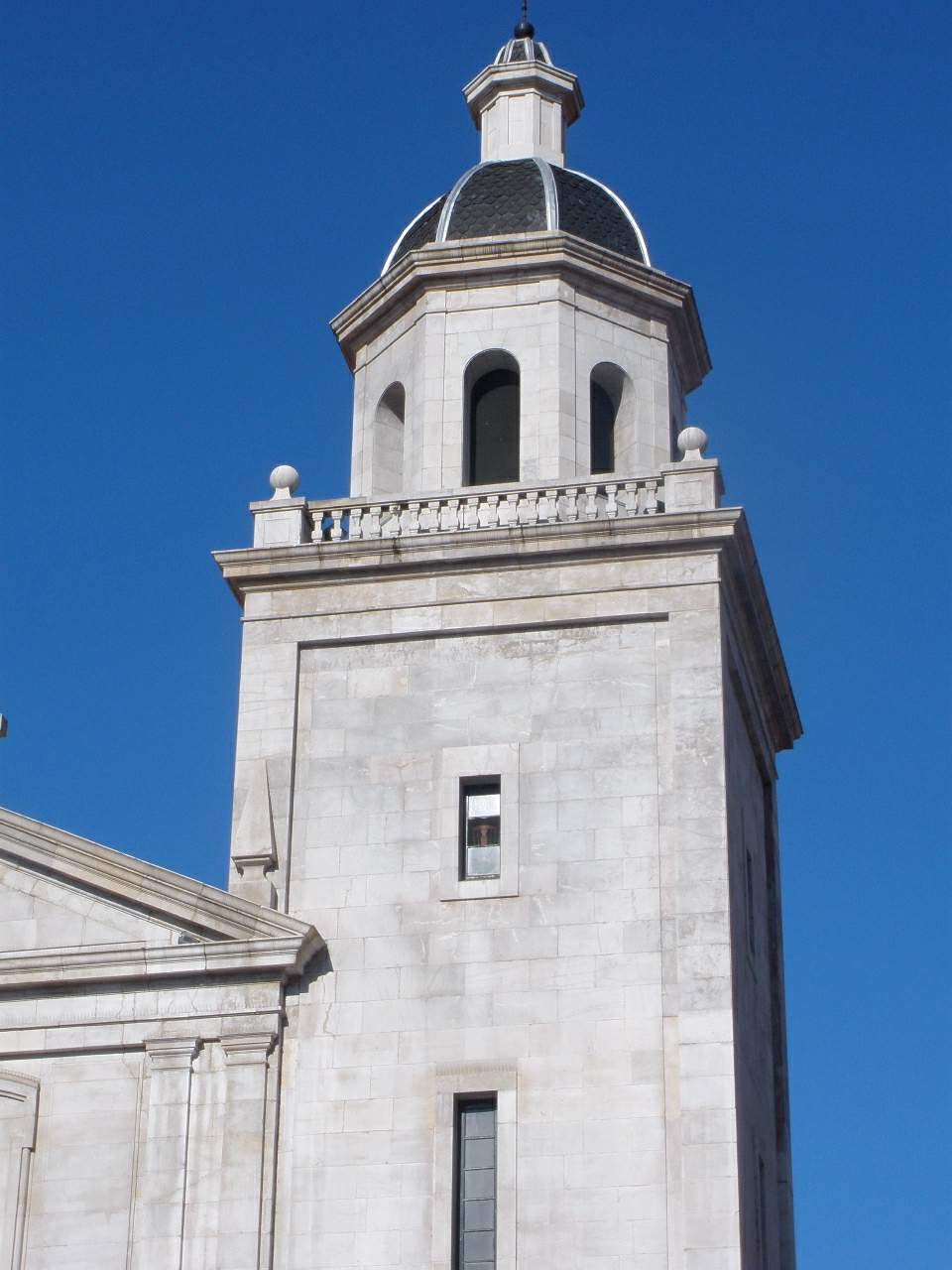
Detalle de la torre